# Gran Torre Santiago
La Gran Torre Santiago è un grattacielo di Santiago del Cile. È la struttura più alta realizzata in Sud America e in America Latina, e la quarta struttura più alta dell'emisfero australe. Accanto all'edificio sorge il centro commerciale Costanera Center. Al piano superiore è presente un centro di osservazione panoramica di 180 gradi chiamato "Sky Costanera". La torre si trova nel quartiere degli affari della città, conosciuto come Sanhattan.

## Storia
Anche se la sua costruzione iniziò nel 2006, nel gennaio 2009 ci fu una sospensione dei lavori a causa della crisi economica globale; il lavoro riprese nel mese di dicembre dello stesso anno. I lavori sono stati completati nel 2013 e l'edificio è stato inaugurato l'anno successivo.